# Bul (Boot)
Die Bul ist ein Patrouillenboot der palauischen Division of Marine Law Enforcement. Das Schiff wurde von der japanischen Nippon Foundation und der Sasakawa Peace Foundation dem Staat Palau geschenkt. Es ist das erste Boot dieser Klasse, das im Rahmen eines Förderprogrammes übergeben wurde, und wurde im Juli 2012 ausgeliefert.
Die Schwesterschiffe sind Kedam (2018),  Euatel (2017) und Kabekl M’tal (2015). Die Schiffe sollen vor allem als Fischereischutzboote eingesetzt werden.